# Пресоване скло

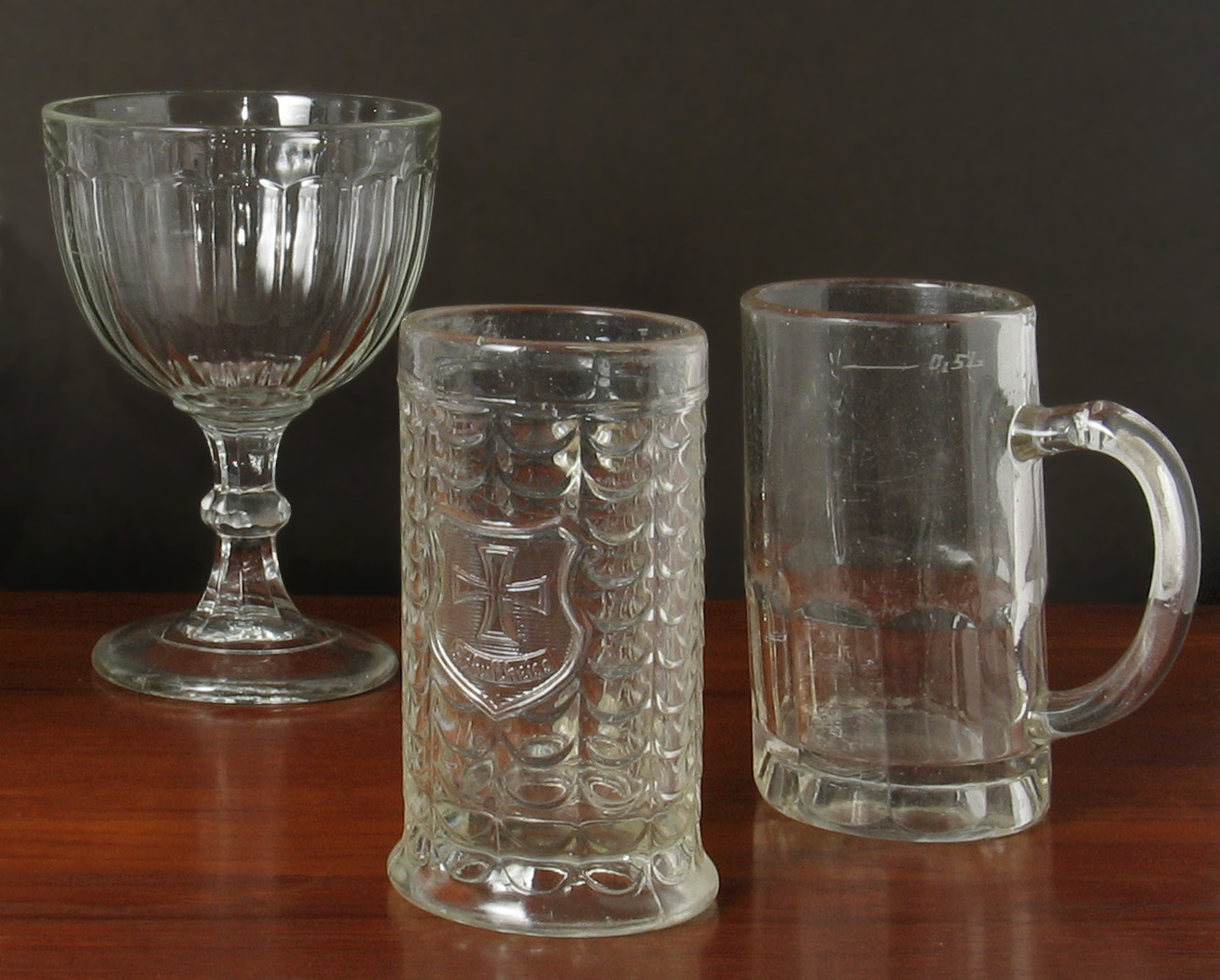
Тиснене скло початку XX сторіччя

Пресоване скло (також тиснене скло) — технологія виробництва скла, що широко використовувалася в XIX сторіччі. Предмети, переважно посуд, виготовляли шляхом пресування розплавленого скла в форму. 

## Опис та історія
Виготовлення посуду з пресованого скла зазвичай вимагає використання роз'ємної форми, стінки мають бути порівняно товстими і на виробах залишаються характерні шви. Тому, попри ефективність виробництва та дешевизну («скло для бідних»), технологія пресування скла в сучасності застосовується лише для нішевих виробів (наприклад, скло автомобільних фар, скляного кухонного посуду без ручок та склоблоків).
Вироби XIX ст. становлять інтерес для колекціонерів. 
Ідея втиснути розм'якле скло у форму виникла дуже давно, невеликі давньоєгипетські зразки датуються V ст. до н. е. Однак, створення машин для пресування відносять до початку XIX ст. (дослідники розходяться з питання про конкретного винахідника). Одним із піонерів технології була Бостонська скляна компанія, яка освоїла випуск виробів вже в 1820-х роках, заводи в Англії перейняли технологію в 1830-х роках. Посуд із пресованого скла традиційно покривали складною сіткою візерунків для відмінності від граненого скла (де подібні візерунки зробити важко) та з метою приховати сліди швів на поверхні.